# Jardín Botánico de la Universidad de Roma Tor Vergata
El Jardín Botánico de la Universidad de Roma Tor Vergata (en italiano: Orto Botanico dell'Università di Tor Vergata) es un arboreto y jardín botánico de unas 80 hectáreas de extensión que está administrado por la Universidad de Roma Tor Vergata.

## Localización
Orto Botanico - via Guido Carli, 1 - Università degli Studi di Roma “Tor Vergata” Roma, Provincia de Roma, Lazio, Italia.41°51′13″N 12°36′12″E / 41.85361, 12.60333
Se encuentra abierto al público diariamente.

## Historia
El jardín botánico que podemos ver actualmente, las colecciones de su primera parte fueron establecidas a finales del 2007 por el "Centro para la Conservación de Germoplasma" del departamento de biología de la Universidad Tor Vergata. 
El 5 de noviembre, del 2010 coincidiendo con en el "Año Internacional de la Biodiversidad" se inauguró la plantación del ecosistema autóctono de bosque mesófilo dentro del Jardín Botánico de la Universidad. Con el término "mesófilas" se refiere a los bosques que requieren tiempo fresco y húmedo. 

## Colecciones
El bosque es sólo una parte del Jardín Botánico, en una primera plantación de 400 árboles (arces, fresnos, robles, olmos, avellanos , etc.) de hecho ha sido creado gracias a la adopción de cada uno de los árboles por diferentes ciudadanos y el personal de la Universidad. 

## Objetivos
Su misión es la de preservar la biodiversidad genética del territorio italiano, y albergar equipos instrumentales avanzados en técnicas de criopreservación e investigación de la genética molecular del germoplasma.
También está prevista la realización de un banco de semillas para conservar in vivo e in vitro germoplasma endémico del patrimonio del territorio italiano. 